# Rivula dimorpha
Rivula dimorpha är en fjärilsart som beskrevs av Geoffrey Fryer 1912. Rivula dimorpha ingår i släktet Rivula och familjen nattflyn. Inga underarter finns listade.

## Bildgalleri

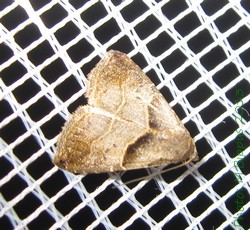